# Joshard Daus

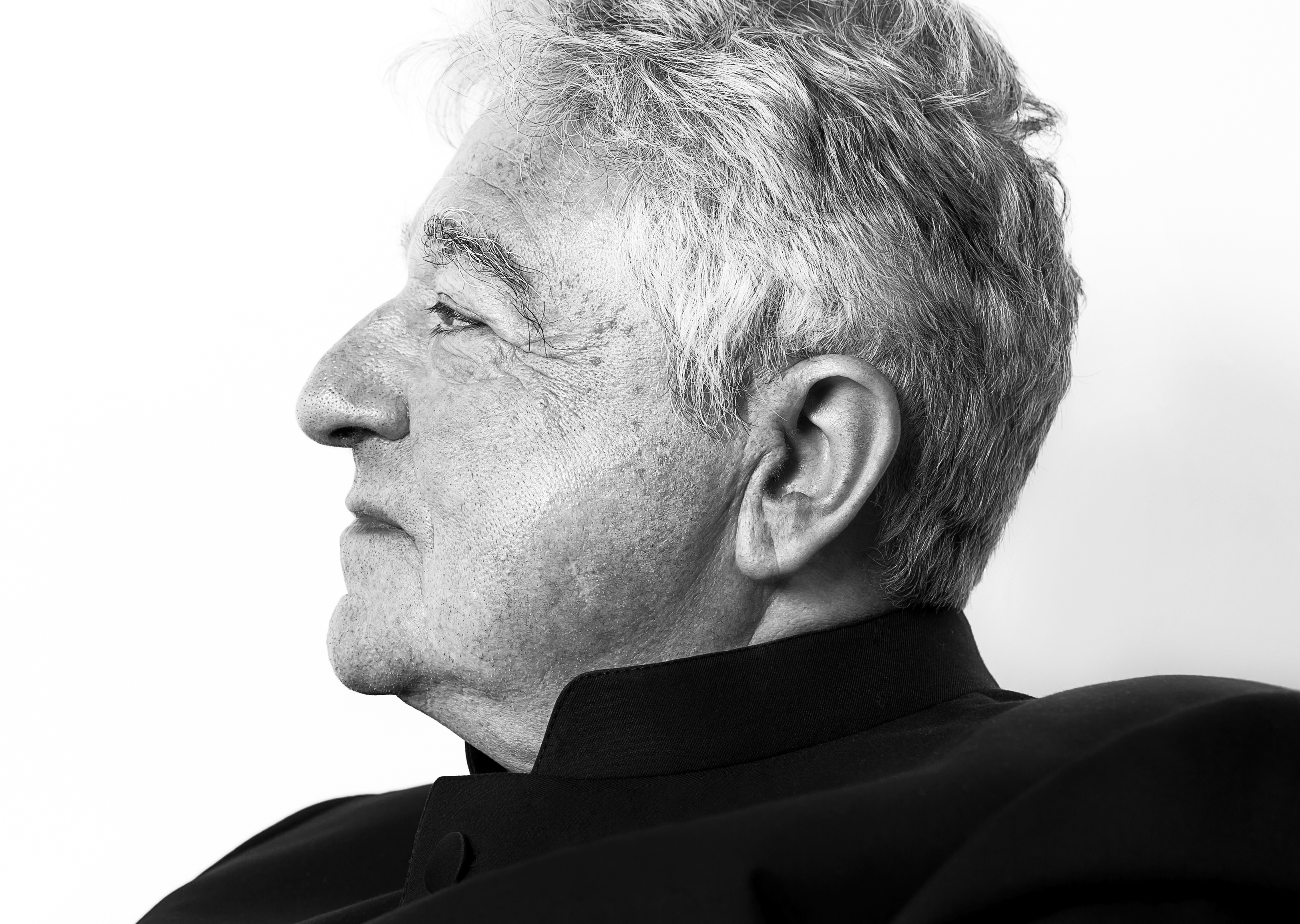
Prof. Joshard Daus 2017

Joshard Daus (* 21. August 1947; † 26. November 2021) war ein deutscher Chorleiter und Dirigent.

## Leben
Daus stammt aus Hamburg, studierte an der dortigen Universität Schulmusik und absolvierte an der Hochschule für Musik und Theater ein Kapellmeisterstudium bei Wilhelm Brückner-Rüggeberg.
Er leitete von 1976 bis 1978 die Städtische Musikschule Hamm und wurde anschließend Leiter der Musikschule in Bremen. Außerdem war er zwischen 1976 und 1996 städtischer Musikdirektor in Hamm (Leiter des Städtischen Musikvereins) und von 1980 bis 1997 Leiter des Konzertchores des Städtischen Musikvereins in Lippstadt. 1986 etablierte er in Hamm das Westfälische Musikfest.
1985 erhielt Daus eine Professur für Chor- und Orchesterleitung an der Johannes Gutenberg-Universität Mainz und war zudem bis 2012 Direktor des dortigen Collegium musicum.
Von 1990 bis 1993 wirkte er als Chordirektor bei den Münchner Philharmonikern, eine Station, welche maßgeblich auf die Zusammenarbeit mit dem Dirigenten und Komponisten Sergiu Celibidache zurückzuführen war.
1978 gründete Daus den Brahms-Chor an der Hochschule Bremen sowie 1997 die EuropaChorAkademie mit jungen Nachwuchssängern aus ganz Europa, ein Projekt der Johannes Gutenberg-Universität Mainz und der Hochschule Bremen, welches einen zentralen Punkt seiner Tätigkeit bildete.
Seiner Konzerttätigkeit standen Choreinstudierungen der EuropaChorAkademie für andere Dirigenten und ihre Projekte wie Michael Gielen, Sylvain Cambreling oder Kent Nagano gegenüber. Ferner arbeitete Daus mit namhaften Orchestern zusammen, wie den Münchner Philharmonikern, dem SWR Sinfonieorchester Baden-Baden und Freiburg oder dem Royal Philharmonic Orchestra London.
Im September 2002 wurde Daus zum Direktor der Sing-Akademie zu Berlin, der weltweit ältesten gemischten Chorvereinigung, gewählt, die seit dem Tod ihres Direktors Hans Hilsdorf und der Rückgabe ihres verloren geglaubten (Noten-)Archivs aus der Ukraine (Staatsarchiv Kiew) nach neuer Orientierung suchte. Hier widmete sich Joshard Daus der Gewinnung von Nachwuchssängern, dem Aufbau eines Kammerchor-Ensembles (Zelter-Ensemble) sowie der Erstaufführung herausragender Werke aus dem Archiv der Sing-Akademie. Im Jahre 2006 wurde die Zusammenarbeit mit der Sing-Akademie in beiderseitigem Einvernehmen beendet. 2010 war Daus als Honorarprofessor am Konservatorium Xi’an in China tätig. Seine künstlerische Arbeit ist in zahlreichen Rundfunkaufnahmen, CD- und DVD-Produktionen dokumentiert.